# Vitória tática
Em tática militar, uma vitória tática pode se referir a uma vitória que resulta na conclusão de um objetivo tático como parte de uma operação ou a um resultado em que as perdas do “derrotado” superam as do “vencedor”, embora a força vitoriosa não tenha conseguido atingir seus objetivos originais.

## Conceitos
O planejamento de objetivos em larga escala pode ser chamado de “estratégia” e é conduzido no “nível estratégico da guerra”. As operações de nível inferior que cumprem o planejamento estratégico são conduzidas no “nível operacional da guerra”. O nível mais baixo de planejamento que cumpre os objetivos operacionais e a estratégia é chamado de “nível tático da guerra”.

## Com base no planejamento
Uma missão tática é aquela em que a área operacional que visa completar os objetivos da missão ou tarefa atribuída é dada pelo “controle tático”. Portanto, uma vitória tática é a conclusão bem-sucedida dessa missão. As missões táticas contribuem para o sucesso ou fracasso de toda a operação. As táticas incluem o manuseio de ativos como soldados, veículos, armas e munições e as táticas podem ser tão simples quanto as manobras de combate de um soldado individual em uma escaramuça com um soldado inimigo. A definição de vitória tática pode se tornar confusa em manobras táticas em larga escala de tropas em formações do tamanho de uma divisão ou nos objetivos operacionais de unidades do tamanho de uma companhia para exercer o controle de posições importantes, pois contribuem de diferentes maneiras para o sucesso ou o fracasso das operações e da estratégia.
Nações podem ter objetivos estratégicos diferentes para um conflito, e suas unidades de combate individuais podem ser levadas a acreditar em objetivos ainda diferentes. A sobrevivência, em um nível individual ou de unidade, pode se tornar um objetivo importante na batalha, e os diferentes objetivos permitem que ambos os lados mantenham o moral por meio de declarações de vitória para justificar os custos do combate. Muitas batalhas envolvendo múltiplas unidades incluem elementos de sucesso tático por ambas as forças opostas. As vitórias táticas individuais podem não fazer com que a força seja bem-sucedida naquela batalha ou nos objetivos maiores do conflito.

## Com base em perdas
O termo é então aplicado a uma contagem simples dos números de perdas de cada lado, mas isso pode ser complicado pelo valor atribuído a certos ativos perdidos. Um exemplo de uma vitória tática naval dependente de perdas seria a Batalha do Mar de Coral. A batalha foi considerada uma vitória estratégica para os Aliados porque eles pararam uma invasão japonesa. No entanto, estes últimos perderam menos navios valiosos; os Aliados perderam um porta-aviões, um contratorpedeiro e um petroleiro, mas os japoneses perderam um porta-aviões leve e um contratorpedeiro e, portanto, são considerados como tendo obtido uma vitória tática.